# Guillaume de Harsigny
Guillaume de Harsigny oder d’Harcigny (* um 1300 oder 1310 in Vervins, bei Laon; † 10. Juli 1393 in Laon) war ein erfolgreicher französischer Arzt, dessen Grabmal eine bedeutende Stilwende in der Geschichte der europäischen bildenden Kunst einleitete.

## Leben
Harsigny studierte Medizin in Paris, wo er auch den Doktortitel erlangte. Danach unternahm er ausgedehnte Reisen zu den damaligen Zentren der medizinischen Gelehrsamkeit, wie der Schule von Salerno und Kairo. Nachdem er so seine Kenntnisse erweitert hatte, kehrte er in seine Heimat, die Picardie, zurück, wo er, im Lauf der Pestepidemien  des Schwarzen Todes, den Ruf eines der besten Ärzte Frankreichs erlangte. So wurde er zum Leibarzt des mächtigen Feudalherren Enguerrand VII. de Coucy.
Als König Karl VI. im August 1392 in der Nähe von Le Mans, bei einem Feldzug gegen die Bretagne, einen Nervenzusammenbruch erlitt, unvermutet seine eigenen Begleiter angriff, einige von ihnen tötete und selbst ins Koma fiel, wurde er von seinen Ärzten bereits aufgegeben. Erst unter der Obhut des greisen Harsigny erholte sich der König wieder. Diese unverhoffte Heilung stellte den Höhepunkt in Harsignys medizinischer Laufbahn dar. Wenige Monate später verstarb er selbst.

## Bedeutung

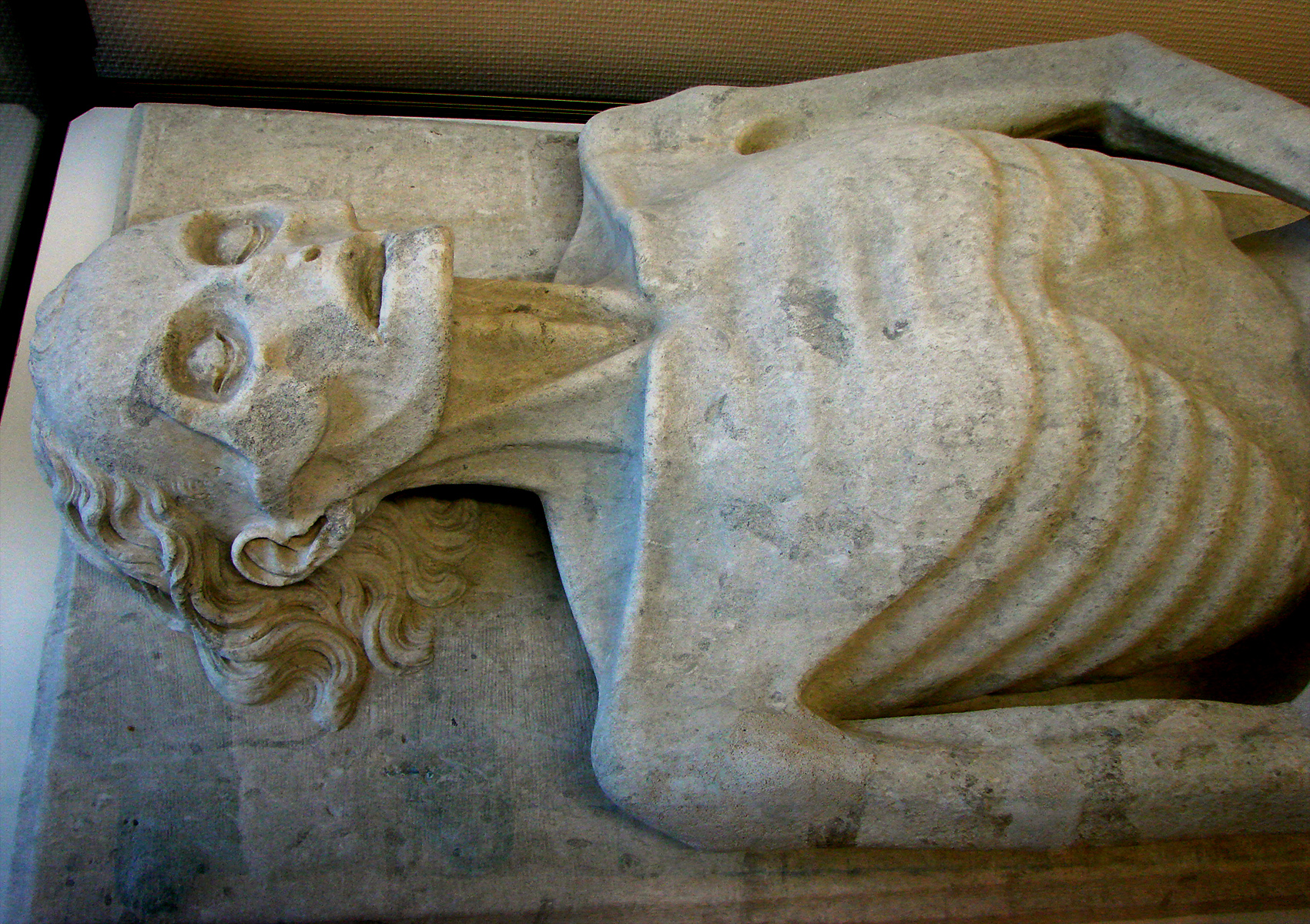
Transi des Guillaume de Harsigny

Harsignys Marmor-Bildnis auf seiner Grabplatte in der Kathedrale von Laon stellt das erste bekannte Beispiel für einen Transi dar. Der Verstorbene wurde nicht mehr, wie zuvor üblich, als Betender, Ruhender oder Schlafender, in standesgemäßer Kleidung, in der Blüte seines Lebens dargestellt (siehe: Gisant), sondern als nackter Leichnam mit allen Merkmalen des Alters und der Verwesung. Seinem Beispiel folgten bald darauf der Kardinal Jean de La Grange († 1402 in Avignon) und der Alchimist Nicolas Flamel († um 1413 in Paris). Besonders unter hohen kirchlichen Würdenträgern verbreitete sich diese Mode im Laufe des 15. und 16. Jahrhunderts.